# Cuetzalan
Ciudad de Cuetzalan är en kommunhuvudort i Mexiko.   Den ligger i kommunen Cuetzalan del Progreso och delstaten Puebla, i den sydöstra delen av landet, 180 km öster om huvudstaden Mexico City. Ciudad de Cuetzalan ligger 979 meter över havet och antalet invånare är 5 785.
Terrängen runt Ciudad de Cuetzalan är varierad, och sluttar norrut. Runt Ciudad de Cuetzalan är det ganska tätbefolkat, med 179 invånare per kvadratkilometer. Närmaste större samhälle är Olintla, 19,3 km nordväst om Ciudad de Cuetzalan. I omgivningarna runt Ciudad de Cuetzalan växer i huvudsak städsegrön lövskog.